# 灯塔市
灯塔市（とうとう-し）は中華人民共和国遼寧省遼陽市に位置する県級市。

## 地理
灯塔市は遼寧省中部、遼東半島北部の太子河中流域に位置し瀋陽市区と隣接している。

## 歴史
市名称は市政府のある灯塔鎮に由来する。旧来は遼陽県の管轄であったが、1968年の遼陽県の遼陽市編入に伴い灯塔区として設置された。1980年に灯塔県と改編、1996年に県級市に昇格し灯塔市と改編され現在に至る。

## 行政区画
3街道弁事処、10鎮、1郷を管轄する。
- 街道弁事所：煙台街道、万宝橋街道、古城子街道
- 鎮：佟二堡鎮、鏵子鎮、張台子鎮、西大窯鎮、沈旦堡鎮、西馬峰鎮、柳条寨鎮、柳河子鎮、大河南鎮、五星鎮
- 郷：鶏冠山郷

## 経済
灯塔市は、中国の重要な穀物と淡水魚の養殖地で、“北国の魚と米の郷”と呼ばれ美誉に浴している。主に米、トウモロコシ、コウリャンなどを産して、特産物はサンザシ。
鉱業では石炭と鉄鉱石を産出するが、過度な採炭の結果、一部地域では地盤沈下が発生している。

## 交通

### 鉄道
- 中国国家鉄路集団
  - 瀋大線
    - 灯塔駅

### 道路
- 高速道路
  -  瀋海高速道路
  -  灯遼高速道路（中国語版）
- 国道
  -  G202国道